# Högsbo
För andra betydelser, se Högsbo (olika betydelser).
Högsbo är en stadsdel i sydvästra Göteborg, några kilometer från stadens centrum. Stadsdelen har en areal på 298 hektar.

## Historia

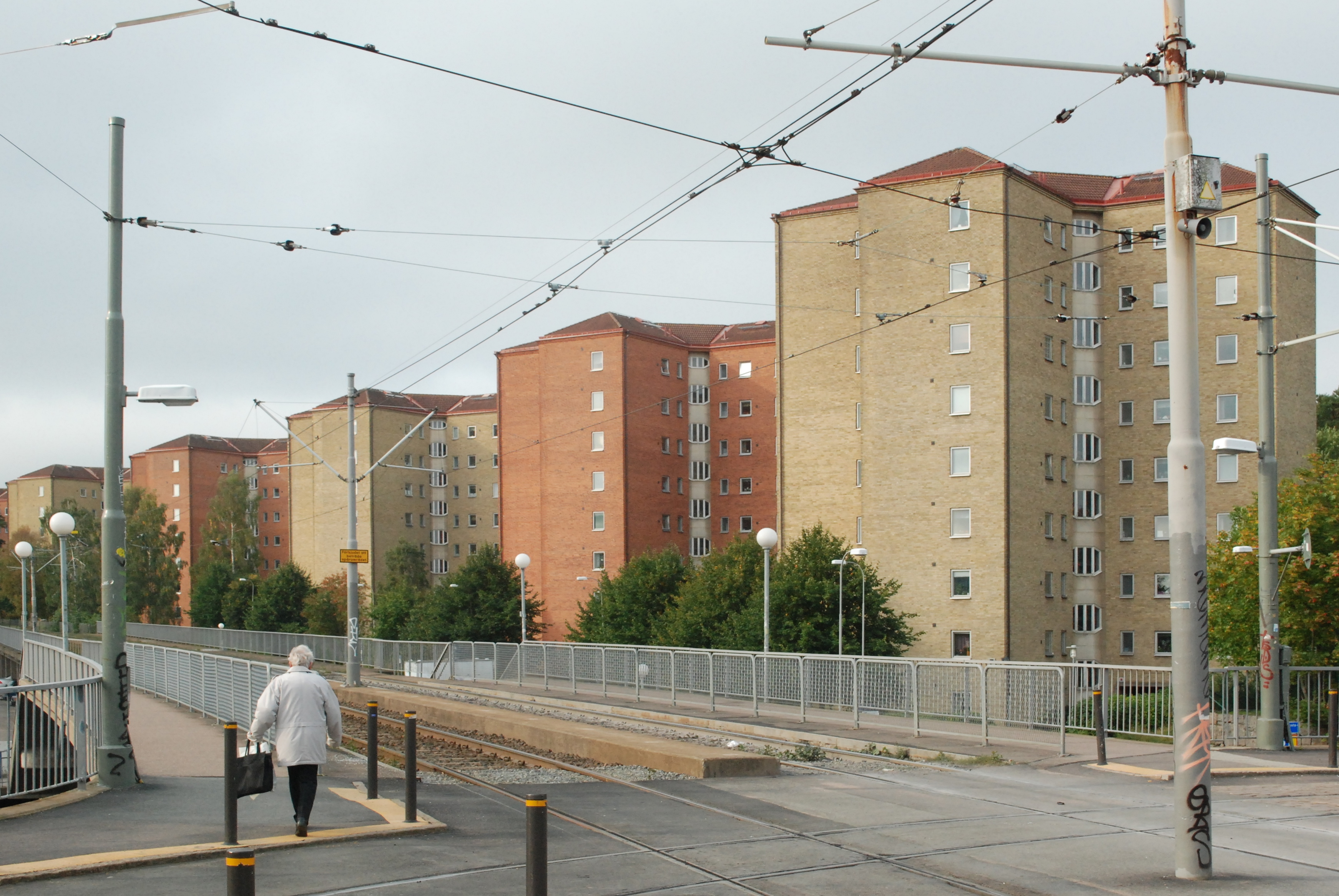
Bostadshus på Bankogatan sedda från spårvagnshållplatsen Axel Dahlströms torg.

Området där Högsbo byggdes upp var tidigare jordbruksmark, och inkorporerades tillsammans med resten av Västra Frölunda 1945. På 1940-talet började området bebyggas med fyravåningars lamellhus. Namnet förekommer första gången i skriftliga källor 1550 i formen Höxbu(u)r, vidare Högxbåå 1565, Högzbodh 1634 och förleden Högs- anses komma av mansnamnet Høk. De äldsta hemmansdelarna var: Börje Hanssons, Lillebondens (efter en mycket kortväxt bonde) samt Kyrkovärdens.
Högsbo består av områden med flerbostadshus från fyrtio-, femtio-, och sextiotalet. Stadsdelens bostadsområden breder ut sig över sluttningarna från Ruddalen i väster ner till Dag Hammarskjöldsleden. Mellan trafikleden och de branta Änggårdsbergen i öster ligger ett industriområde med blandade hustyper. 
Utmärkande för stadsdelen är Axel Dahlströms torg med sitt markanta höghus, Axelhuset. Torget som ligger i området Högsbotorp är stadsdelens servicecentrum. Vid torget finns bibliotek, konferenslokaler, kaféer, restauranger, bank, apotek och ett stort antal butiker. Strax öster om torget ligger Högsbo kyrka. I det närliggande området Högsbohöjd ligger Nasirmoskén.
Högsbo består av sju områden; Flatås, Frölundaborg, Högsbohöjd, Högsbotorp, Kaverös, Svalebo och Högsbo industriområde. Högsbo industriområde är ett av Göteborgs större områden för industri, handel och kontor. 
Högsbo befolkades på 1920-talet då Göteborgs stad upplät mark här till torpbebyggelse. Torpen revs 1959 och idag finns endast två kvar.
Direkt efter Västra Frölunda landskommuns införlivande i Göteborgs stad 1945, så började man bygga upp det som idag är Högsbo. Först byggdes Svalebo precis söder om den gamla kommungränsen och sedan Högsbotorp.
Området omfattade ursprungligen cirka 110 hektar, och bebyggelsen i Högsbo är planerad och utbyggd i tre etapper: 
- Högsbotorp — den mellersta delen av området med cirka 38 hektar bebyggdes i huvudsak under åren 1951–1954 med 1 886 lägenheter. Folkmängden uppgick till cirka 6 000 personer. Lägenheternas sammanlagda våningsyta var cirka 134 000 kvadratmeter och motsvarande en nettolägenhetsyta på cirka 103 000 kvadratmeter.
- Frölundaborg — området öster om Högsbogatan och Kapplandsgatan med cirka 30 hektar, började bebyggas 1959 och stod klart 1961. Bebyggelsen omfattade cirka 1 980 lägenheter och 6 300 boende. Merparten av lägenheterna är inrymda i åttavånings lamellhus. Den totala våningsyta var cirka 155 000 kvadratmeter, vilket motsvarade en nettolägenhetsyta på cirka 124 000 kvadratmeter.
- Högsbohöjd — den västra delen av området med cirka 42 hektar. Bebyggelsen påbörjades 1959 och blev klar 1962. Området omfattade cirka 1 960 lägenheter med en sammanlagd våningsyta av cirka 160 000 kvadratmeter, motsvarande en nettolägenhetsyta på cirka 131 000 kvadratmeter. Omkring 200 av lägenheterna byggdes i en- eller tvåvånings radhus, övriga lägenheter i trevånings lamellhus. De boende uppgick till cirka 6 000 personer.[5]

Göteborgs första snabbköp öppnades av Konsum i Högsbo i december 1949, Snabbköp på Högsbogatan 13.
Kända personer som kommer från Högsbo är bland annat Lasse Kronér, Dennis Töllborg, Johan Strömwall, Patrik Sjöberg, Gizem Erdogan och Morgan Alling.

### Fotnoter
1. ↑  Baum, Greta (2001). Göteborgs gatunamn 1621 t o m 2000. Göteborg: Tre böcker. Libris 8369492. ISBN 91-7029-460-7 (inb.), s. 10
2. ↑  Statistisk årsbok Göteborg 1982,  Göteborgs Stadskontor 1982, s. 36
3. ↑  Göteborgs utbyggnad - några bidrag till Göteborgs stadsbyggnadshistoria, B Andersson, H Jacobsson, E Jönsson, M Heijl, T Josefsson, Chalmers Tekniska Högskola, sektionen för Arkitektur, Vasastadens Bokbinderi, Göteborg 1983 s.41
4. ↑  Ortnamnen i Göteborgs och Bohus län III: Ortnamnen i Askims härad och Mölndals stad, jämte gårds- och kulturhistoriska anteckningar, red. Hjalmar Lindroth, Institutet för ortnamns- och dialektforskning vid Göteborgs Högskola, Elanders Boktryckeri 1932 s. 36
5. ↑  Göteborg bygger, Stadsplanekontoret, GAKO, Bostadskontoret, Göteborg 1960 s. 84f
6. ↑  Frendberg, Torsten (1968). Vi bygger i Göteborg: en berättelse om Göteborgs stads bostadsaktiebolag. Göteborg: Göteborgs stads bostads AB. Libris 742178, s. 172